# Henry Abbott
Henry J. J. Abbott (* 18. Dezember 1947 in Athlone, County Westmeath, Irland) ist ein früherer irischer Politiker der Fianna Fáil und Richter. Von 1987 bis 1989 war er Teachta Dála (Abgeordneter) im Dáil Éireann, dem irischen Unterhaus. Von Juli 2002 bis 2017 war er Richter am High Court.

## Leben
Henry Abbott kandidierte bereits 1977, um für den Wahlkreis Longford–Westmeath in den Dáil einzuziehen. Bei den Wahlen zum Dáil Éireann 1987 gelang es ihm dann aber, diesen Sitz zu erringen. Er verlor ihn jedoch bei den Wahlen 1989 wieder und konnte ihn auch 1992 und 1997 nicht zurückgewinnen. 
1991 wurde er bei den Kommunalwahlen in den Longford County Council gewählt.
2002 wurde er zum Richter am High Court ernannt. 2017 ging er in den Ruhestand. 